# Modroliczek
Modroliczek, gołook obrożny (Phaenostictus mcleannani) – gatunek małego ptaka z rodziny chronkowatych (Thamnophilidae). Zasiedla Amerykę Centralną oraz północno-zachodnią część Ameryki Południowej. Jedyny przedstawiciel rodzaju Phaenostictus.

## Podgatunki i zasięg występowania
Wyróżnia się trzy podgatunki P. mcleannani:
- P. m. saturatus (Richmond, 1896) – wschodni Honduras do zachodniej Panamy
- P. m. mcleannani (Lawrence, 1860) – wschodnia Panama i północno-zachodnia Kolumbia. Proponowany podgatunek chocoanus uznany za jego synonim.
- P. m. pacificus Hellmayr, 1924 – południowo-zachodnia Kolumbia i północno-zachodni Ekwador

## Morfologia
Długość ciała wynosi 19–19,5 cm, masa ciała 48–54 g. Samiec i samica wyglądają podobnie. Cechują się nagą, niebieską skórą wokół oka, brązowymi, gęsto i ciemno plamkowanymi grzbietem i skrzydłami oraz rdzawym spodem ciała.

## Ekologia i zachowanie
Środowiskiem życia tego gatunku są wilgotne lasy równikowe i wysokie nizinne lasy wtórne, czasami przebywa także w cienistych plantacjach.
Gatunek ten podąża za mrówkami wojownicami w poszukiwaniu pożywienia i dominuje nad innymi gatunkami, które przyłączają się do niego (niekiedy jednak sam zostaje zdominowany). Wokół pary tego gatunku ptaka zbiera się do ośmiu ptaków, często młodych, z nieznanego powodu tolerują obecność pary. Jaja wysiadują oboje rodzice. Młode podążają za mrówkami, gdy mają już 23 tygodnie.

## Status
Międzynarodowa Unia Ochrony Przyrody (IUCN) uznaje modroliczka za gatunek najmniejszej troski (LC – least concern) nieprzerwanie od 1988 roku. Liczebność populacji nie została oszacowana, ale ptak ten opisywany jest jako rzadki. Trend liczebności populacji uznawany jest za spadkowy ze względu na niszczenie siedlisk.